# Хэйуорд, Дебра
Де́бра Хэ́йуорд (англ. Debra Hayward) — английский кинопродюсер.

## Биография
Дебра замужем за кинопродюсером Уильямом Осборном.
С 1996 года Хэйуорд продюсирует фильмы. В 2013 году она стала номинанткой премии «Оскар» в категории «Лучший фильм» за фильм «Отверженные».